# Asociación Egipcia de Fútbol
La Asociación Egipcia de Fútbol (en árabe منتخب مصر الوطني لكرة القدم), es el ente que rige al fútbol en Egipto. Fue fundada en 1921 y afiliada a la FIFA en 1923. Es un miembro de la Confederación Africana de Fútbol (CAF) y está a cargo de la Selección de fútbol de Egipto y todas las categorías juveniles.
La Asociación Egipcia de Fútbol fue disuelta el 1 de febrero de 2012 debido a la Tragedia de Port Said, que dejó más de 75 muertos. Joseph Blatter, presidente de la FIFA, declaró que era un día triste para el fútbol.

## Campeonatos de clubes
- Primera División de Egipto (16 equipos de Primera división).
- Segunda División de Egipto (48 equipos de Segunda División).
- Copa de Egipto
- Supercopa de Egipto
- Campeonatos regionales de fútbol de Egipto